# Rajnkovec
Rajnkovec je naselje v Občini Rogaška Slatina.